# Fujishock
El fujishock (o fujichoque) fue la terapia de choque realizada durante el gobierno de Alberto Fujimori. Fue anunciado el 8 de agosto de 1990 por el entonces ministro de economía Juan Carlos Hurtado Miller, como medida drástica para regular la economía del Perú que pasaba por un período de hiperinflación heredado del primer gobierno de Alan García.
Originalmente, Fujimori contaba con un plan económico propuesto por los llamados «siete samuráis», un grupo de economistas de izquierda. Sin embargo, decidió adoptar la terapia de choque prescrita por el economista peruano Hernando de Soto, quien, entre otras medidas, promovió la desregulación, la austeridad y la adopción de políticas neoliberales. Esta decisión fue tomada durante un viaje realizado por Fujimori y de Soto hacia Estados Unidos y Japón luego de su victoria en las elecciones de 1990.
Inicialmente, las políticas aplicadas aumentaron los precios de los productos, lo que impactó en los peruanos pobres e incidió en el índice de pobreza. Con el paso del tiempo, estas políticas hicieron que el Perú se estabilizara macroeconómicamente después de la denominada Década Perdida.
Los críticos del fujishock señalan el aumento de la desigualdad de ingreso, la precarización del trabajo, el incremento de los índices de delincuencia, la excesiva dependencia en el modelo de crecimiento económico basado en las exportaciones de materias primas como algunas de las consecuencias negativas.

## Antecedentes

### Hiperinflación y propuestas de terapias de choque
En 1990, la situación económica del país era grave: un alto porcentaje de la población vivía en la pobreza, el presupuesto estatal se encontraba desequilibrado, los fondos para pagar la deuda externa se encontraba en deafault y la hiperinflación estaba presente, esta última originada en el primer gobierno de Alan García. Ante esta situación, Mario Vargas Llosa, escritor e intelectual peruano de tendencia liberal (quien previamente era partidario del marxismo-leninismo hasta el suceso del Caso Padilla), propuso una terapia de choque para salir de estas dificultades. Esta propuesta fue parte de su campaña electoral para los comicios de ese año como candidato presidencial de la coalición Frente Democrático (FREDEMO).  Este conjunto de medidas también fueron consideradas por ciertos elementos de las Fuerzas Armadas como parte del denominado Plan Verde, dentro del cual se planeaba la ejecución de un golpe de Estado contra Alan García para la instauración de una dictadura cívico-militar a favor de los intereses del gobierno estadounidense.

### Siete samuráis
Luego de pasar a segunda vuelta con Alberto Fujimori, de Cambio 90, Vargas Llosa persistió con su propuesta de choque mientras Fujimori se pronunciaba en contra de tal medida asegurando que no realizaría una terapia de choque. En ese entonces, Fujimori estaba asesorado en materia económica por los denominados "7 Samuráis", un nombre asignado por la prensa, a partir de la película del mismo nombre, a un grupo de economistas de izquierda que elaboraron un "plan sin shock" para Fujimori, siendo estos Santiago Roca, Óscar Ugarteche, Esteban Hnylicza, Martha Rodríguez, Adolfo Figueroa, Guillermo Runciman y Fernando Villarán. Dentro de las propuestas se planteó la creación de una nueva moneda que tendría por nombre "Amaru". Para el 10 de junio de 1990, Fujimori obtendría la presidencia tras derrotar en segunda vuelta a Vargas Llosa.

### La propuesta
Tras su victoria en las elecciones, Fujimori recibió a empresarios y economistas que estaban en contra de los denominados "7 Samuráis". Entre estos se encontraba Hernando de Soto, quien, ya distanciado de Vargas Llosa, se propuso convencer a Fujimori de adoptar medidas liberales junto a Carlos Rodríguez Pastor ya que para entonces Fujimori estaba en contra de implementar la terapia de choque.  Debido a que fue convocado por Fujimori, Hernando de Soto aprovechó para sugerirle un viaje a Estados Unidos para visitar diversas instituciones internacionales, tales como el Fondo Monetario Internacional (FMI), el Banco Mundial (BM) y el Banco Interamericano de Desarrollo (BID). En julio de 1990, Fujimori viajó a Estados Unidos (y luego a Japón). En el viaje le acompañó, además de de Soto, Figueroa (quien, como parte de los "7 Samuráis" propuso el viaje a Japón con el objetivo de que se pudiera lograr el apoyo del país asiático frente a la propuesta de de Soto); siendo las visitas a las instituciones posible gracias a la intermediación de Javier Pérez de Cuéllar, secretario general de la ONU.

### El viaje a Estados Unidos y Japón
En Estados Unidos, Fujimori presentó ante las instituciones internacionales las dos propuestas, tanto la de los "7 Samuráis" como la sugerida por Hernando de Soto. Ante las propuestas, dichas instituciones dieron respaldo a la opción de Hernando de Soto condicionando ayudas a cambio de reformas de mercado ya que para entonces, el Perú estaba aislado financieramente. A pesar de ello, los dirigentes de dichas organizaciones se mantuvieron dudosos ante la posibilidad de que Fujimori implementara dichas medidas, esto en parte debido a la presencia de Figueroa. En Japón, a donde Fujimori fue para conseguir préstamos, los miembros del gobierno japonés condicionaron cualquier ayuda siempre que se realizaran reformas de mercado, siendo recibida su elección de forma cauta y discreta. En relación con este tipo de condiciones, y sabiendo de la propuesta de Hernando de Soto, Fujimori optó por implementar la terapia de choque tras una reunión con Hernando de Soto, Carlos Boloña, Carlos Rodríguez Pastor y Felipe Morris al hacer escala en Miami luego de su viaje a Japón. Para tal fin, a su regreso a Lima, convocó a Juan Carlos Hurtado Miller para que sea ministro de economía y presidente del Consejo de Ministros (Fujimori ofreció el cargo de primer ministro a Hernando de Soto pero este declinó). Miller, quien para entonces era militante de Acción Popular, aceptó los cargos y renunció a dicho partido, aunque previamente le ofreció a Fernando Belaúnde Terry (líder de Acción Popular) una alianza con Fujimori, propuesta que Belaúnde rechazó. Fujimori deseaba que Hurtado Miller ejecutara tal iniciativa. Hurtado Miller, por su parte, acabaría de convencer a Fujimori de realizar tal acción debido a que éste y su grupo de asesores veían con desconfianza tal medida. Según Hurtado Miller:
Le explicamos [a Fujimori] claramente que no había ninguna posibilidad de que los precios relativos en la inflación se apoyarán en los precios ejes para poder buscar una estabilización. No hay forma de estabilizar un país si los precios eje no funcionan, estos precios son los que apoyan los precios relativos que forman los costos de las empresas y forman el ingreso de las personas. Fujimori lo entendió muy bien y lo aceptó.
Santiago Fujimori, hermano del entonces presidente, que en ese entonces se desempeñaba como su asesor, fue otra de las personas que llegó a convencerlo para la aplicación de tales medidas. Mientras tanto, los "7 Samuráis" se apartaron del entorno presidencial debido a la tendencia de Fujimori de decidirse por las políticas de choque.

## Anuncio
El 8 de agosto de 1990, Hurtado Miller llegó al set de Panamericana Televisión. Estaba acompañado de todos los ministros, excepto tres, quienes se rehusaron a participar en dicho anuncio.  Antes de las 9 de la noche, Hurtado Miller se sentó frente a la cámara de televisión, acompañado de una bandera del Perú a la izquierda y un vaso de agua. A las 9 de la noche, Hurtado Miller hizo público, en un mensaje de la nación, la implementación de la terapia de choque. En dicho mensaje, Hurtado Miller cerraría con la frase "¡Que Dios nos ayude!".
El mensaje de Hurtado Miller fue elaborado por el mismo Hurtado Miller en colaboración de Augusto Bedoya y el empresario Felipe Ortiz de Zeballos. Las medidas fueron aprobadas un día antes, el 7 de agosto, en una sesión del Consejo de Ministros. Se esperaba que Sendero Luminoso convoque a un paro armado o realizara un atentado. Además, se esperaba grandes saqueos como lo sucedido en Venezuela con el "Caracazo" resultante del anuncio de medidas similares por parte del presidente Carlos Andrés Pérez. Sin embargo, no hubo protestas masivas. Sendero Luminoso y el MRTA rechazaron la implementación de las medidas económicas y prosiguieron con sus atentados terroristas de forma más intensiva.

## Medidas
El principal objetivo de la terapia de choque era la reducción drástica de la hiperinflación  introduciendo la disciplina monetaria y fiscal junto a la reducción considerable del déficit presupuestario. Esto supuso la liberalización total de los precios, que estaban previamente fijadas, motivando un aumento de los precios; la modificación de las tarifas y su fijación a un nivel entre el 10 y el 50% (para mercancías importadas); una limitación radical de las restricciones relacionadas con la importación de objetos a Perú; la abolición de las restricciones al flujo de capital extranjero, la reforma tributaria, incluida la suspensión de todas las deducciones y la fijación del nivel del impuesto sobre las ventas en 14%; la reducción de los préstamos preferenciales para la agricultura; el aumento del salario mínimo en 300 % y el pago de una compensación adicional por el monto de un salario mensual por cada empleado. También se unificó el valor del mercado, entre ellas, la eliminación del dólar MUC (siglas de Mercado Único de Cambios). Además, se ignoró algún indicio en fomentar el sector industrial y así dar cabida a las importaciones y exportaciones de bienes. Debido al impacto que podría tener en la población las medidas, se ideó un soporte social articulado desde el Estado. De esta forma, se planteó un Programa de Emergencia Social (PES), liderado por Percy Vargas,[cita requerida] que tuvo coordinación con la Iglesia Católica, la CONFIEP, las iglesias evangélicas y organizaciones populares.
El aumento de los precios de los productos fabricados en empresas estatales, combinado con la liberalización de precios en el sector privado, dotar al gobierno de los ingresos necesarios y frenar el endeudamiento del Banco Central de Reserva.

#### Principales medidas del programa de agosto de 1990
Fuente:
| Política cambiaria | Política monetaria | Política fiscal | Política salarial |
| --- | --- | --- | --- |
| 1. Unificación del mercado cambiario. 2. Flotación del tipo de cambio. 3. Se elimina el control de cambios. 4. Se eliminan las restricciones a las importaciones (licencias previas y prohibiciones, excepto en el caso de 13 partidas, que siguen prohibidas). 5. Se fija el arancel mínimo en 10 % y el máximo en 50 %. | 1. Disminución del encaje marginal de 80 % a 64 %. 2. Se continúan permitiendo los depósitos en moneda extranjera en el sistema financiero. 3. Al no modificarse los límites máximos a las tasas de interés, éstas quedan sujetas al mercado. | 1. Normas de austeridad fiscal: Desactivación del INACOSO y del ICE. Prohibición de nuevas contrataciones y adquisiciones. 2. Se corrije las tarifas públicas ocasionadas por la inflación y se aumenta la gasolina: 3040 %, electricidad: 5270 % (máximo), agua: 1318 % (máximo), teléfonos: 1295 % (máximo). 3. Creación del Comité de Caja. 4. Impuestos: 1. IGV: Nueva tasa del 11 %. Se mantienen las tasas del 2 % del impuesto de Promoción Municipal y del 1 % para la defensa. 2. Eliminación de la mayoría de las exoneraciones al IGV, ISC y a los aranceles. 3. Imposición de una contribución extraordinaria del 1 % del patrimonio a las personas naturales y jurídicas. 4. Impuesto extraordinario a las exportaciones por el 10 % del valor FOB. 5. Se elimina el CERTEX a las exportaciones no tradicionales | 1. Bonificación extraordinaria única del 100 %. 2. Aumento del salario Mínimo en 400 %, a 16 millones de intis. 3. Prohibición de nuevos aumentos en las empresas públicas hasta diciembre. |

## Efectos
Contrariamente a las suposiciones de los creadores, el Fujishock no trajo resultados inmediatos. Meses después del discurso de Hurtado Miller, no se detuvo la caída del PBI y no se eliminó la inflación. Las protestas sociales contra el programa fueron menores, habiendo apenas poca represión policial días después de su promulgación, y casi una docena de entidades bancarias fueron liquidadas antes del autogolpe de 1992, suceso que el neoliberalismo pasó de ser una medida económica a un modo de gobierno general. Pese a ello el Departamento de Estado de EUA elogió esta medida en su comunicado.
Según Félix Jiménez la inflación monetaria en 1990 alcanzó al récord de 7649.6 %. Mientras que el Banco Mundial calculó que en agosto de 1990 fue del 12379%. En noviembre de 1991 se estimó que el índice se redujo al 140 % mensual.
En febrero de 1991, cuando eran necesarios nuevos aumentos de precios y salarios para mantener la estabilidad de la economía, Alberto Fujimori llevó al empresario Carlos Boloña Behr, también partidario del libre mercado, al cargo de ministro de Economía. Subió los impuestos, 27%, la inflación alcanzó el 7.694,6%, el precio de la gasolina se disparó 3000%, se decretaron aumentos en alimentos básicos de 160% y 300%, además de instaurarse en 1991 la nueva divisa: el Nuevo Sol.
También se han reducido los aranceles aduaneros y se ha iniciado un amplio proceso de privatización. El nuevo ministro llegó a un acuerdo con el FMI, logrando apoyo para reformas en Perú. En total se realizaron 178 decretos para liberalizar los mercados e impulsar la inversión privada.
Contrariamente a los anuncios del gobierno, el Fujishock no se asoció con paliar a la pobreza. Aunque el número de personas que vivían en la pobreza extrema se redujo entre 1991 y 1997 (del 26.7 % de la población al 14.7 %), la tasa de pobreza general seguía siendo del 50% para el año 2000. Según Piotr Latinski, el Fujishock no consiguió elevar el nivel económico del habitante medio del Perú ni obtuvo cambios radicales en la estructura social. Además, ante el crecimiento generalizado del número de habitantes del país, en términos absolutos, también incrementó el número de personas en situación de pobreza.
Además, el mercado laboral en Perú continuó menos estable en años posteriores y la informalidad laboral aumentó; en que la tasa de empleo no incrementó. Solo en esa ciudad, Lima, el consumo de las personas se redujo un 25 % y más de un millón de trabajadores habían perdido sus puestos de trabajo. De esta manera, el desempleo y subempleo aumentó de 81.4 % en 1990 a 87.3 % en 1993; el sector informal, de su parte, creció de 45.7 % en 1990 a 57 % en 1992.
Entre 1990 y 1996, cuando los efectos de los ajustes comenzaron a hacer efecto, se redujo la tasa de natalidad nacional (de 62 a 43 por mil), el número de viviendas sin agua (de 40% a 33%) y las viviendas sin electricidad (del 43 % al 35 %).  El índice del PBI y los salarios reales también aumentaron. Los sistemas de salud y educación aún funcionaban a un bajo nivel, a pesar del fujichoque.
Tras solucionarse la inflación, Perú se convirtió brevemente en el país líder de América Latina en cuanto a inversión extranjera y crecimiento económico.

## Críticas
Los críticos han señalado que el expresidente peruano Alberto Fujimori tenía capacidad para conseguir contratos mineros a gran escala con empresas internacionales y promover una legislación favorable a la industria minería en el país. Muchos sugieren que el clima político que siguió a su autogolpe aceleró estos procesos. 
Algunos economistas proponen que una parte significativa del crecimiento del PIB durante el gobierno de Fujimori es atribuible a una mayor extracción de recursos no renovables por parte de empresas multinacionales. Estas entidades fueron atraídas por Fujimori mediante tasas de regalías cercanas a cero, lo que dio lugar a que la mayor parte de la riqueza extraída no se quedara en Perú. Sostienen que la legislación minera peruana se ha convertido en un modelo para otros países que quieren ser más complacientes con la minería.
El programa de privatizaciones de Fujimori es otro aspecto polémico de su presidencia. Una investigación del Congreso peruano de 2002, encabezada por el líder de la oposición socialista Javier Díez Canseco, declaró que sólo una pequeña parte de los aproximadamente 9.000 millones de dólares obtenidos de la privatización de empresas estatales benefició significativamente a la población peruana. 
La resistencia a las reformas de Fujimori, al igual que la oposición del sindicato de maestros a la reforma educativa, se basó principalmente en métodos tradicionales de resistencia organizativa, como huelgas y manifestaciones.